# Disastro aereo di Tenerife
Il disastro aereo di Tenerife è stato un incidente aereo avvenuto il 27 marzo 1977 alle ore 17:06:56 CET, quando due aerei passeggeri Boeing 747 entrarono in collisione sulla pista dell'aeroporto di Los Rodeos dell'isola spagnola di Tenerife, nell'arcipelago delle Canarie (Spagna).
L'incidente provocò 583 vittime, dato che ne fa il più grave incidente nell'intera storia dell'aviazione: vi persero infatti la vita tutte le 248 persone a bordo del volo KLM 4805 e la maggior parte di quelle sul volo Pan Am 1736 (335 deceduti e 61 superstiti). L'aereo olandese colpì in fase di decollo il dorso del Jumbo statunitense che stava rullando in direzione opposta; entrambi i velivoli presero fuoco e andarono completamente distrutti.
L'incidente fu causato dal concatenarsi di molti fattori: il volo Pan Am 1736 (operato col Boeing 747 battezzato Clipper Victor, comandato dal capitano Victor Grubbs) stava rullando verso una posizione d'attesa accodato al volo KLM 4805 (operato da un analogo aeromobile battezzato Rijn, Reno in olandese, comandato dal capitano Jacob Louis Veldhuyzen van Zanten), che invece era in procinto di decollare. Non essendo possibile utilizzare allo scopo i raccordi, quel giorno eccezionalmente sovraffollati di velivoli in sosta, i due 747 stavano entrambi manovrando sulla pista di volo dell'aeroporto di Tenerife, secondo le istruzioni impartite dai controllori del traffico a terra.
La scarsa visibilità causata dalle avverse condizioni meteorologiche impediva il contatto visivo tra i due Boeing ed egualmente alla torre di controllo; la posizione dei velivoli poteva quindi essere determinata solo in base alle comunicazioni radio, che quel giorno risultavano particolarmente disturbate e di difficile comprensione, complice la non perfetta padronanza della lingua inglese da parte del personale della torre. Fu proprio a seguito di una comunicazione radio ricevuta incompleta e fraintesa che il capitano olandese, credendo erroneamente che il velivolo statunitense avesse liberato la pista e che gli fosse stata data l'autorizzazione a decollare, si allineò a fondo pista e lanciò l'aereo a tutta velocità, innescando il tragico epilogo degli eventi.
Il numero delle vittime venne aggravato dalla disorganizzazione dei soccorritori; allertati con ritardo dopo lo schianto, complice la scarsa visibilità e la distanza tra i due relitti, non si accorsero per oltre 20 minuti dell'aereo Pan Am (su cui vi erano diversi superstiti) e concentrarono i loro sforzi sul solo incendio scatenato dal KLM (i cui occupanti morirono tutti).

## Antefatto

### I due voli

#### Volo Pan Am 1736
La sera di sabato 26 marzo 1977 il volo charter Pan Am 1736 decollò dall'aeroporto di Los Angeles; dopo aver effettuato uno scalo intermedio all'aeroporto internazionale J. F. Kennedy di New York, ripartì alla volta dell'aeroporto Internazionale Gran Canaria, anche noto come Aeroporto di Las Palmas.
Il volo era operato con un Boeing 747-121, battezzato Clipper Victor e immatricolato N736PA. A bordo vi erano 380 passeggeri, 14 dei quali erano saliti a New York; per la maggior parte si trattava di anziani diretti alle isole Canarie, ove si sarebbero imbarcati sulla nave passeggeri Golden Odyssey della Royal Cruise Line, che stava per partire per una crociera di 12 giorni nel Mar Mediterraneo. In occasione dello scalo intermedio a New York, il Boeing effettuò il rifornimento di carburante e imbarcò un nuovo equipaggio per effettuare la tratta transoceanica; in cabina di pilotaggio presero dunque posto il comandante Victor Grubbs, il primo ufficiale Robert Bragg e l'ingegnere di cabina George Warns, ai quali si affiancavano 14 assistenti di volo. L'aereo impiegato, il Clipper Victor, era stato il primo Boeing 747 della Pan Am a compiere un volo commerciale sull'oceano Atlantico, il 22 gennaio 1970, sulla tratta New York-Londra.

#### Volo KLM 4805
Alle ore 09:31 di domenica 27 marzo 1977 dall'aeroporto di Amsterdam-Schiphol decollò invece il volo KLM 4805, anch'esso un volo charter, commissionato dall'agenzia viaggi olandese Holland International Travel Group e diretto a Las Palmas, senza scali intermedi.
L'aereo impiegato era il Boeing 747-206B immatricolato PH-BUF e battezzato Rijn (fiume Reno), ai cui comandi sedevano il comandante Jacob Veldhuyzen van Zanten, il primo ufficiale Klaas Meurs e l'ingegnere di volo Willem Schroeder, coadiuvati da 14 assistenti di volo. Il volo imbarcava 235 passeggeri, per la maggior parte di nazionalità olandese (dei quali 48 bambini e 3 neonati), più quattro passeggeri di nazionalità tedesca, due austriaci e due statunitensi.

### L'attentato all'aeroporto di Las Palmas
Nessuno dei due voli aveva dunque in programma uno scalo a Tenerife, che divenne una tappa obbligata a seguito delle contingenze.
Alle ore 13:15 del 27 marzo, infatti, esplose una bomba in un negozio di fiori ubicato nel terminal dell'aeroporto di Las Palmas, causando 8 feriti. L'attentato non ebbe conseguenze gravi in quanto le autorità erano state avvertite telefonicamente quindici minuti prima dell'esplosione ed erano riuscite a evacuare le aree circostanti dell'aerostazione.
Pochi minuti dopo giunse una nuova telefonata alle forze dell'ordine, nella quale l'attentato venne rivendicato da un portavoce del Movimento per l'Autodeterminazione e l'Indipendenza dell'Arcipelago Canario (MPAIAC), un movimento armato ubicato nelle isole Canarie che aveva lo scopo dichiarato di ottenere l'indipendenza dell'arcipelago dal governo spagnolo. Il gruppo terroristico inoltre avvertì le autorità della presenza di un secondo ordigno, nascosto stavolta nella zona dei banchi del check-in. La minaccia venne ritenuta credibile, anche alla luce del fatto che nel gennaio 1977 il suddetto gruppo terroristico aveva già portato a termine un attentato contro la sede della South African Airways a Las Palmas; le forze di sicurezza decisero allora di chiudere completamente l'aeroporto per far intervenire gli artificieri.
Questa decisione ebbe i suoi effetti sia sui passeggeri in attesa di decollare sia sui numerosi aerei in arrivo, molti dei quali erano a meno di un'ora di distanza da Gran Canaria. Le autorità optarono quindi per il dirottamento di tutto il traffico aereo in arrivo verso l'aeroporto di Los Rodeos della vicina isola di Tenerife, 70 km a ovest di Las Palmas.
Gli artificieri tuttavia non trovarono traccia di una seconda bomba: l'attentato all'aeroporto di Las Palmas fu effettivamente l'ultimo riconducibile al MPAIAC, che nel 1979 rinunciò formalmente alla lotta armata, per poi sciogliersi negli anni ottanta e scindersi in varie organizzazioni politiche interessate alla partecipazione al governo dell'arcipelago, per il quale nel 1982 fu varata una riforma che prevedeva una larga autonomia.

### Il dirottamento a Tenerife
Nelle ore in cui venne emanato l'allarme bomba, sia il Pan Am che il KLM erano già in fase di avvicinamento all'aeroporto di Las Palmas; la torre di controllo comunicò quindi a entrambi che lo scalo era stato temporaneamente chiuso per motivi di forza maggiore, senza scendere nei dettagli in merito, e che tutto il traffico aereo in entrata era stato dirottato a Tenerife-Los Rodeos. All'epoca il controllo del traffico aereo civile in Spagna era ancora gestito dall'Ejército del Aire (l'aeronautica militare, retaggio del regime del dittatore Francisco Franco, terminato soltanto due anni prima) e il tono usato fu quello perentorio e stringato tipico della comunicazione di un ordine militare.
L'annuncio della notizia fu accolto a bordo del Pan Am con un certo disappunto, poiché il dirottamento avrebbe prolungato ulteriormente un volo già di per sé molto lungo; il Clipper Victor era, infatti, decollato da Los Angeles in ritardo di un'ora e mezza rispetto al previsto, per poi impiegare cinque ore per arrivare a New York, dove la sosta era anch'essa andata per le lunghe per consentire il rabbocco di carburante, e poi aveva volato per otto ore sull'Atlantico. Alcuni passeggeri erano quindi a bordo dell'aeromobile da circa 15 ore.
Grubbs, comandante del velivolo americano, disponendo ancora di una buona riserva di carburante nei serbatoi, chiese se fosse possibile attendere volando sul circuito di attesa fino alla riapertura dell'aeroporto; ciò avrebbe evitato la deviazione e ridotto i tempi d'attesa per sbarcare a Gran Canaria. La richiesta venne respinta dai controllori del traffico aereo, che ingiunsero al Pan Am di dirigersi a Los Rodeos. Il co-pilota Bragg insistette per farsi spiegare la motivazione della chiusura dello scalo, riuscendo ad ottenere comunicazione dell'attentato e della minaccia di una seconda bomba. La deviazione a Tenerife si rivelò quindi inevitabile.

### La congestione dell'aeroporto di Los Rodeos

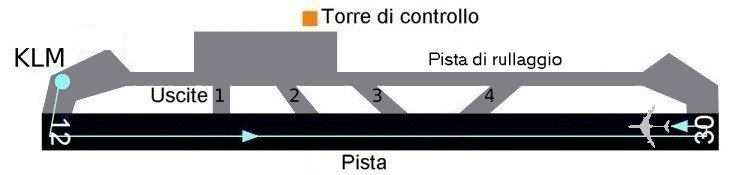
Percorso dell'inusuale rullaggio previsto per l'aereo KLM, eseguendo il runway backtaxi, ovvero utilizzando la pista principale per portarsi in posizione di decollo.

L'aeroporto di Tenerife-Los Rodeos, ubicato nel territorio di San Cristóbal de La Laguna, era uno scalo regionale, con infrastrutture vetuste e limitate; sebbene fosse predisposto e legalmente abilitato per accogliere anche aerei di grandi dimensioni e grandi volumi di traffico, non era preparato alla gestione di una situazione del genere. L'aeroporto disponeva infatti di un piccolo piazzale di parcheggio e di una sola pista di rullaggio, parallela alla singola pista di volo e connessa ad essa da piccole bretelle.
Il volo della KLM atterrò a Los Rodeos alle 13:38, seguito dal Pan Am alle 14:15; di lì a poco giunsero allo scalo anche altri aerei ingombranti. Il traffico dirottato da Las Palmas si sommò a quello proprio dell'aeroporto, portando in pochi minuti il totale di aerei a terra a 11. In queste condizioni, date le scarse dimensioni del piazzale, fu necessario usare come parcheggio anche la pista di rullaggio principale, sulla quale gli aerei vennero via via incolonnati. Tale situazione rallentò e complicò notevolmente le operazioni di volo. Non potendo usufruire della taxiway, gli aerei in partenza dovevano eseguire un contropista (manovra definita in gergo aeronautico backtrack), ossia rullare lungo la pista nella direzione opposta a quella in cui si deve decollare e, una volta giunti alla testata della pista, ruotare l'aereo di 180 gradi, per poter decollare nella direzione prevista.
L'aereo della KLM venne fatto parcheggiare nel piccolo piazzale accessorio situato all'altezza della testata 12 della pista, accanto a un Boeing 737 della norvegese Braathens. Nello stesso piazzale furono fatti parcheggiare anche gli altri aerei arrivati in seguito: un Boeing 727 della Sterling Airlines e un Douglas DC-8 della SATA Air Açores. Il 747 della Pan Am venne inviato per ultimo alla piazzola già occupata dagli altri quattro aerei, collocandosi poco alle spalle del KLM.

### Il rifornimento di carburante

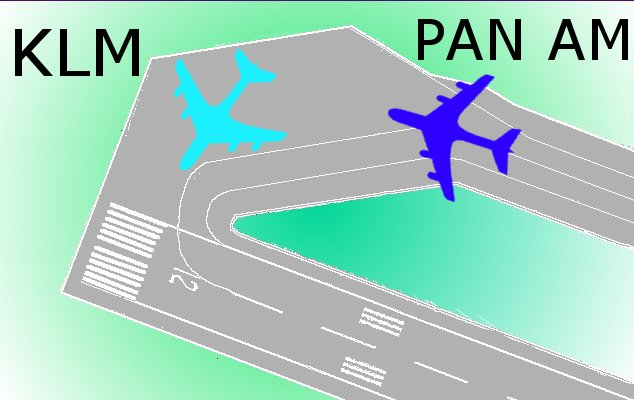
Le posizioni di parcheggio dei Jumbo della KLM e della Pan Am. Quest'ultimo fu costretto ad aspettare la fine del rifornimento di carburante dell'aereo olandese, in quanto si ritrovò senza abbastanza spazio per passare ed entrare in pista.

Victor Grubbs decise di non permettere ai passeggeri del volo Pan Am di accedere al terminal, per poter decollare appena fosse stato possibile, evitando di accumulare ulteriori ritardi con le operazioni di sbarco e reimbarco. Diede pertanto ordine di aprire tutte le porte d'accesso e di far arrivare alcune autoscale, in modo tale da rinnovare l'aria in cabina e permettere eventualmente ai passeggeri (ormai al limite della sopportazione dopo il lungo viaggio) di scendere e sgranchirsi le gambe rimanendo sul piazzale.
Inizialmente anche Jakob van Zanten era intenzionato a non far sbarcare i passeggeri del volo KLM, nella speranza di poter ripartire in fretta; la sua preoccupazione era infatti che, qualora l'aeroporto di Las Palmas non fosse stato riaperto in tempi ragionevoli, tutti gli occupanti dell'aereo avrebbero dovuto pernottare a Tenerife e la compagnia aerea, tramite lui, avrebbe dovuto organizzare a proprie spese una sistemazione in albergo, dovendo poi aspettare l’arrivo di un equipaggio sostitutivo. Tale situazione derivava dalla rigida applicazione dei limiti di ore di servizio dei piloti (da rispettare anche a costo di sospendere il volo, per ragioni di sicurezza) imposta dalla KLM, che qualche anno prima aveva espressamente proibito di estendere il servizio oltre i limiti prescritti, anche nel caso in cui si fossero verificati imprevisti di forza maggiore. Un comandante trasgressore di tali limiti poteva essere soggetto a seri provvedimenti disciplinari, variabili da una semplice multa fino al ritiro della licenza di pilota.
Con il passare del tempo, preso atto che la situazione andava per le lunghe e che l'aeroporto di Las Palmas non veniva riaperto, van Zanten contattò telefonicamente la sede centrale della KLM per avere un conteggio preciso delle ore di servizio e conoscere il suo orario limite per il decollo; dai Paesi Bassi gli venne comunicato che l'orario limite da regolamento per ripartire da Las Palmas alla volta di Amsterdam risultava essere le ore 18:30. Il comandante ritenne allora che avrebbe potuto recuperare tempo effettuando il rifornimento di carburante a Los Rodeos, in modo tale che, una volta atterrato a Las Palmas, avrebbe dovuto solo sbarcare i passeggeri in arrivo, imbarcare quelli in partenza e ripartire verso Amsterdam, riuscendoci entro il limite orario. Decise pertanto di lasciare che i passeggeri scendessero e chiese alla torre di mandare le autobotti per rabboccare i serbatoi.
Alle ore 15:00, dopo poco meno di due ore dall'allarme bomba, la situazione all'aeroporto di Las Palmas fu normalizzata, con la riapertura al traffico aereo; l'equipaggio del Pan Am richiamò velocemente a bordo i propri passeggeri e si predispose immediatamente a decollare, ma si trovò la via sbarrata dal KLM, che stava terminando il rifornimento. Il comandante Grubbs chiamò quindi via radio il Boeing olandese e chiese quanto tempo fosse necessario per terminare l'operazione:
La risposta, con un tono seccato, fu:
Il comandante e l'ingegnere di volo del Pan Am scesero allora a terra per valutare se lo spazio fosse sufficiente a consentire ugualmente il passaggio dell'aereo e constatarono che, con l'aiuto di due wingwalkers (addetti che, camminando in corrispondenza delle estremità alari durante un rullaggio a bassissima velocità, forniscono indicazioni via radio al pilota su eventuali ostacoli e sul modo di evitarli), il loro velivolo avrebbe potuto sorpassare a sinistra il KLM ed entrare in pista; ciò nonostante decisero di non impegnarsi in tale operazione e di attendere che l'aereo olandese si spostasse.
Contrariamente a quanto inizialmente asserito dai piloti olandesi, il rifornimento si protrasse ancora per oltre un'ora, venendo concluso solamente alle ore 16:26. Dopo che le autobotti di carburante si furono allontanate, i passeggeri del KLM in attesa nell'aeroporto vennero richiamati a bordo. In tale frangente una guida turistica olandese di nome Robina van Lanschot, che viveva sull'isola a Puerto de la Cruz e aveva deciso, a seguito del cambio di rotta, di passare la serata a casa con il suo fidanzato, non risalì a bordo, diminuendo il totale effettivo dei passeggeri imbarcati a 234.

## Dinamica dell'incidente
L'operazione di reimbarco sul KLM venne rallentata dal ritardo di alcuni passeggeri che si erano trattenuti in aeroporto, i quali vennero recuperati e riaccompagnati a bordo in extremis da un operatore aeroportuale. Una volta chiusi i portelloni, alle ore 16:58 il 747 olandese contattò la torre di controllo di Los Rodeos per chiedere l'autorizzazione al rullaggio. Poiché la taxiway e tutti i raccordi erano ostruiti da altri aerei in attesa, le istruzioni furono di immettersi sulla pista in corrispondenza della testata 12, rullarvi contropista percorrendola in senso opposto per tutta la sua lunghezza e ruotare di 180 gradi in modo da allinearsi alla pista 30 per poi decollare.
Alle ore 17:02, mentre le condizioni atmosferiche andavano peggiorando e la visibilità stava diminuendo a causa della nebbia (fenomeno frequente a Los Rodeos) che si stava alzando, anche il Pan Am venne autorizzato al rullaggio e ricevette l'ordine di immettersi a sua volta sulla pista accodandosi al KLM, rullare fino all'uscita numero 3, imboccarla e arrestarsi sulla taxiway parallela in attesa di ulteriori istruzioni.
Ascoltando la comunicazione, i piloti del Pan Am, a causa della non perfetta pronuncia inglese del personale spagnolo della torre di controllo e dei disturbi alla radio, non riuscirono a capire se fosse stato loro chiesto di impiegare l'uscita numero 1 o quella numero 3, in quanto non risultò chiaro se il controllore avesse detto first (prima) o third (terza). L'equipaggio chiese allora chiarimenti e la torre di controllo rispose perentoria:
In tali frangenti le azioni degli addetti della torre di Tenerife andarono ad aggiungersi agli elementi di criticità già evidenziati. Essi erano infatti sotto pressione, in quanto chiamati a gestire un volume di traffico del tutto insolito per l'aeroporto che controllavano, ed erano incapaci di padroneggiare fluentemente la lingua inglese. In aggiunta, le istruzioni date al Boeing KLM provenivano dal controllore di avvicinamento, mentre il colloquio con il jet Pan Am veniva condotto dal controllore dei movimenti a terra, e tutte le comunicazioni si effettuavano con una sola frequenza radio, motivo per cui ogni volta che i due aerei dialogavano con gli operatori contemporaneamente si generavano interferenze, rendendo le istruzioni ancora più incomprensibili e confuse.
Giunti in vista dell'uscita 3, i piloti del Pan Am constatarono che per imboccarla sarebbe stato necessario girare l'aereo di 135 gradi a sinistra e poco dopo nuovamente di 135 gradi a destra per immettersi sulla taxiway; essi temettero che nel corso dell'operazione le ruote dei carrelli avrebbero sconfinato nell'erba al di fuori dell'asfalto della pista, ove il terreno non avrebbe verosimilmente retto il peso del Jumbo Jet. La fattibilità delle due svolte richieste è controversa. Uno studio della Air Line Pilots Association (associazione statunitense dei piloti commerciali) definì la manovra "praticamente impossibile", mentre gli investigatori olandesi la indicarono nei loro rapporti "ragionevolmente eseguibile". Né questi studi né il terzo rapporto, redatto dalle autorità spagnole, indagano tuttavia sul motivo per cui il controllore di volo ordinò di usare quell'uscita a un aereo così grande e che avrebbe dovuto compiere una manovra così complessa.

Fig.1 - Schema della dinamica dell'incidente.

Come emerse dall'esame della registrazione del cockpit voice recorder, i piloti statunitensi (peraltro disorientati dalla nebbia e dalla segnaletica poco visibile, a maggior ragione dall'alto della cabina del 747) si convinsero che la torre avesse in realtà chiamato "terza" l'uscita numero 4, che appariva molto più comoda da imboccare (richiedendo una svolta di soli 45 gradi). Senza comunicare le proprie azioni e senza chiedere ulteriori chiarimenti, il Clipper Victor superò quindi l'uscita numero 3 e puntò verso la successiva.
Nel frattempo il KLM era arrivato alla testata 30, aveva effettuato la rotazione di 180 gradi ed era pronto per decollare. Il comandante van Zanten avanzò e abbassò lentamente le manette della potenza dei propulsori (una procedura standard da effettuare prima del decollo chiamata "spin-up", atta a verificare che tutti i motori rispondano contemporaneamente). Il copilota Klaas Meurs, credendo che il suo superiore stesse già procedendo al decollo, disse:
Van Zanten gli rispose seccamente:

Meurs contattò quindi la torre di controllo per ottenere l'autorizzazione ATC; i controllori gli fornirono le istruzioni da seguire una volta decollati e la rotta per l'aeroporto di Las Palmas, ma senza rilasciare l'autorizzazione al decollo.

### Lo schianto
La nebbia sempre più fitta impediva il contatto visivo tra KLM, Pan Am e torre di controllo. Complice l'assenza nello scalo di un radar di terra per il controllo dei velivoli in rullaggio (circostanza peraltro comune a quel tempo, dato che tale ausilio era stato implementato da pochi anni e unicamente nelle aerostazioni più grandi e trafficate), l'unico modo per determinare la posizione degli aerei era l'ascolto delle comunicazioni radio.
Il copilota del KLM ripeté le istruzioni ATC appena ricevute e soggiunse:
La torre di controllo, probabilmente non capendo se tale frase significasse che l'aereo era fermo e pronto a decollare oppure che si stava già muovendo lungo la pista, gli intimò di attendere:
Nello stesso istante, l'equipaggio del Pan Am, udendo l'annuncio di decollo del KLM, chiamò contemporaneamente la torre sulla stessa frequenza per comunicare di non aver ancora liberato la pista:
La sovrapposizione delle due comunicazioni generò un'interferenza a seguito della quale il KLM non poté udire il messaggio del Pan Am e al contempo sentì quello della torre in modo frammentario:
Lo scambio di comunicazioni riportato sopra, abbastanza abituale per i canoni dell'epoca, è considerato molto pericoloso per gli standard moderni. L'uso dell'espressione take off (decollo) prima del decollo vero e proprio, abbinata all'espressione ok, che indica accettazione informale e non è affatto consentita dagli standard aeronautici, è infatti potenzialmente foriero di fraintendimenti che possono condurre ad azioni errate e pericolose.
Questo fu esattamente ciò che accadde: convinto di aver ricevuto l'autorizzazione al decollo, il comandante del KLM non diede ulteriori comunicazioni alla torre, rilasciò i freni e diede piena potenza ai propulsori. Nel mentre il Pan Am era ancora in pista e si stava predisponendo a voltare nell'uscita numero 4, a 1400 metri di distanza dalla testata 30.
L'ingegnere di volo Schreuder, probabilmente intuendo di non aver ricevuto correttamente tutti i messaggi, chiese chiarimenti al comandante, che si disse certo di avere pista libera:
(Schreuder)
(Van Zanten)
(Schreuder)
(Van Zanten)
Nel frattempo la visibilità era scesa a meno di 150 metri e sull'aeroporto stava cadendo una pioggia leggera.
Secondo le registrazioni del cockpit voice recorder, il comandante del Pan Am fu il primo a veder emergere dalla nebbia le luci del KLM in corsa per il decollo, nel momento in cui stava per imboccare l'uscita numero 4. Istintivamente Grubbs spinse i motori alla massima potenza e sterzò violentemente a sinistra nel tentativo di evitare la collisione. La mole del Boeing 747 non consentiva tuttavia movimenti repentini, sicché l'aereo statunitense non fu in grado di scostarsi più di tanto dalla pista.
Van Zanten, poco dopo aver annunciato alla radio il raggiungimento della V1 (o velocità di decisione, una volta superata la quale non è più possibile annullare il decollo), si accorse a sua volta della presenza del Clipper Victor in mezzo alla pista. Non potendo arrestare il velivolo, tirò bruscamente a sé il volantino e cercò di prendere quota, ma la velocità, appena inferiore ai 300 km/h, non bastava ancora a far sollevare correttamente il KLM (a pieno carico e ulteriormente appesantito dai serbatoi appena rabboccati), sicché nella cabrata il cono di coda del velivolo olandese toccò l'asfalto e strisciò sulla pista per venti metri, sollevando una nuvola di scintille. La brusca manovra riuscì a sollevare il KLM solo di pochi metri, non potendo evitare che i carrelli e la parte inferiore della fusoliera colpissero il Pan Am, che venne scoperchiato all'altezza del ponte superiore e prese immediatamente fuoco. Il KLM riuscì a restare in aria ancora per qualche istante, ma i danni subiti e i rottami ingeriti dai motori lo mandarono in stallo facendolo ricadere sulla pista a circa trecento metri di distanza. Anche il velivolo olandese venne immediatamente avvolto da un rovinoso rogo al momento dello schianto.

### I soccorsi
Al momento del disastro la visibilità sulla pista era scesa a meno di 100 metri; gli operatori della torre di controllo udirono solamente delle esplosioni, senza però riuscire a intuirne la causa o localizzarne la provenienza.
Nel giro di pochi istanti, un aereo della Sterling Airlines, in attesa di atterrare, chiamò i controllori avvisandoli della presenza di bagliori sulla pista; a questo punto venne dato l'allarme al corpo di vigili del fuoco in servizio quel giorno a Los Rodeos, composto da sei pompieri, che uscirono con i loro mezzi antincendio. Rallentati e disorientati dalla nebbia e dalla presenza dei numerosi altri aerei parcheggiati sui raccordi, i pompieri impiegarono alcuni minuti per scorgere il bagliore dell'incendio del KLM, che appariva di vaste proporzioni, tanto che dalle fiamme emergeva solamente il timone di coda.
Dopo aver tentato invano per 20 minuti di fronteggiare l'incendio, i pompieri si accorsero che a qualche centinaio di metri di distanza si levavano altre fiamme (provenienti dal relitto del Pan Am). Convintisi che l'incendio coinvolgesse un solo aereo spezzato in due tronconi e scoraggiati dalle dimensioni del rogo del 747 olandese, i soccorritori spostarono le autobotti sull'aereo americano. Sul momento dunque nessuno riuscì a intuire l'esatta dinamica del disastro e il numero di aerei coinvolti.
Gli incendi vennero completamente estinti solo con l'arrivo di rinforzi il mattino seguente.

### Le vittime
Tutti i 234 passeggeri e i 14 membri dell'equipaggio del KLM persero la vita, mentre delle 396 persone a bordo del jet Pan Am 326 morirono sul colpo e altre 9 nelle ore e giorni successivi, in seguito alle ustioni riportate. Delle 644 persone che in totale si trovavano a bordo dei due aeroplani, 583 perirono. Tra le vittime più note vi fu l'attrice Eve Meyer, ex moglie del regista Russ Meyer.
Recuperati i resti umani, un gruppo di patologi spagnoli, olandesi e statunitensi lavorò per settimane nel tentativo di identificare le vittime. L'operazione si rivelò molto complessa e spesso impossibile: certi cadaveri erano ridotti in condizioni tali da risultare non identificabili oppure, come nel caso degli equipaggi, non esaminabili autopticamente. Davanti a certe salme particolarmente dilaniate, i patologi dovettero ricorrere ai raggi X per separare i resti umani da altri materiali.

## Inchiesta giudiziaria

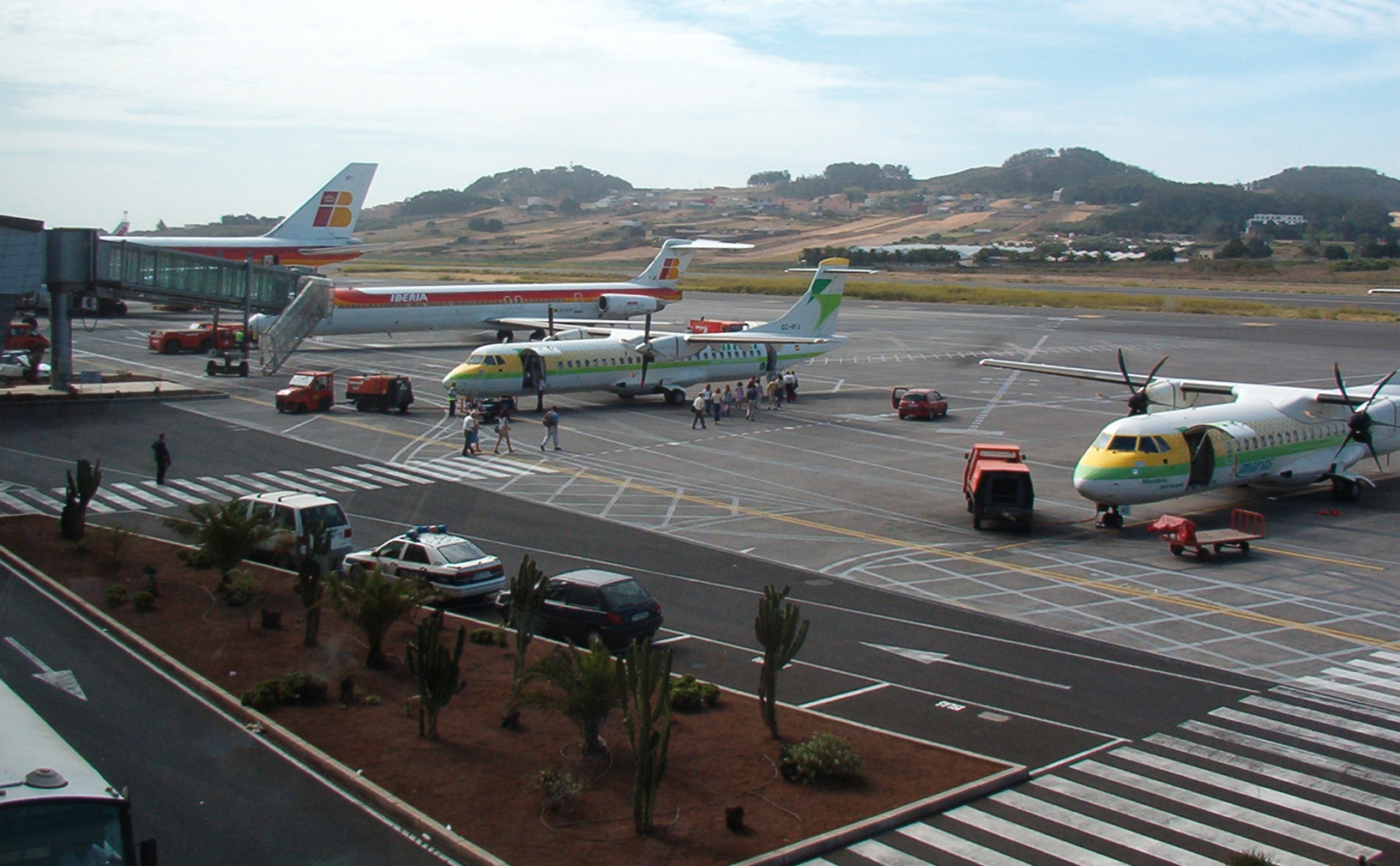
Il piazzale dell'aeroporto di Tenerife Norte (già Los Rodeos) nel 2003

Poiché l'incidente era avvenuto in territorio spagnolo, la responsabilità sulle indagini fu affidata alle autorità iberiche, coadiuvate da investigatori provenienti dai Paesi Bassi e dagli Stati Uniti; in totale il pool di soggetti che si occupò del caso arrivò a contare circa 70 persone.
L'esame delle registrazioni delle scatole nere (peraltro reso complesso dai gravi danni che tali dispositivi avevano subìto nella sciagura) evidenziò che le comunicazioni fra la torre di controllo e i due aerei erano state molto disturbate; il copilota del Pan Am Robert Bragg, sopravvissuto al disastro, rilasciò alcune testimonianze in contrasto con le registrazioni, dichiarando che la torre di controllo aveva ordinato al suo aereo di imboccare l'uscita numero 4, mentre le registrazioni della scatola nera indicavano inequivocabilmente che i controllori avevano istruito il Clipper Victor a disimpegnare la pista adoperando l'intersezione numero 3 e che tale ordine, dopo un'incomprensione iniziale ed una richiesta di chiarimento, era stato perfettamente compreso dal Pan Am; la decisione di trasgredirlo era quindi da addebitarsi esclusivamente al personale di volo statunitense. Bragg fu pertanto accusato di falsa testimonianza.
Le autorità conclusero che il disastro fu causato da una sfortunata sequenza di eventi che qualora si fossero presentati singolarmente non avrebbero influito sulla condotta sicura dei due velivoli; l'assenza di uno solo di questi fattori avrebbe probabilmente evitato l'incidente. Venne comunque appurato che era stata determinante la disobbedienza del Pan Am alle istruzioni di rullaggio impartite dalla torre di controllo; l'analisi accurata dei movimenti degli aerei a terra accertò infatti che se il Pan Am avesse correttamente disimpegnato la pista all'intersezione numero 3 e non avesse percorso i 150 metri che intercorrevano tra quest'ultima e il raccordo 4, l'aereo americano avrebbe liberato la pista prima che quello olandese iniziasse a decollare, come era previsto, e la collisione non sarebbe avvenuta.
Egualmente incisivo nell'indurre il grave esito dell'incidente fu il comportamento dell'equipaggio del volo KLM, che lanciò il velivolo in decollo senza essere stato autorizzato dal controllore del traffico aereo. L'inchiesta comprese e precisò che la violazione delle direttive da parte del comandante van Zanten non fu intenzionale; egli era infatti pienamente convinto di essere stato autorizzato a decollare, avendo interpretato in tal senso le indicazioni fornitegli dalla torre di controllo con un linguaggio non convenzionale per gli standard aeronautici. Gli investigatori olandesi posero una maggiore enfasi su questo aspetto rispetto alle controparti statunitensi e spagnole, ma alla fine i vertici della KLM ammisero la corresponsabilità dell'equipaggio nell'incidente, disponendo risarcimenti finanziari ai parenti delle vittime.
Queste furono, per sommi capi, le responsabilità addebitate alle varie parti in causa al termine dell'inchiesta dalla commissione generale:
- All'equipaggio del Boeing Pan Am furono contestate il mancato rispetto delle indicazioni impartite dalla torre di controllo (con l'arbitraria scelta dell'uscita numero 4 al posto della 3 comunicata dagli operatori) e lo stato di confusione all'interno della cabina di pilotaggio (causato dallo stress e dalla tensione accumulati a seguito dell'allarme bomba a Las Palmas, del conseguente dirottamento a Tenerife e della lunga attesa pre-rullaggio).
- All'equipaggio del Boeing KLM venne egualmente contestato lo stato di stress e tensione accumulato a seguito dell'allarme bomba, del dirottamento e della lunga attesa (con in più la pressione dell'obbligo di decollare entro i limiti di tempo stabiliti dalla KLM), nonché l'aver frainteso le comunicazioni dell'ente di controllo e aver iniziato la manovra di decollo senza che il controllore avesse effettivamente rilasciato l'autorizzazione per tale procedura.
- Al personale della torre di controllo di Tenerife, a sua volta sotto stress in quanto chiamato a gestire un volume di traffico senza precedenti, venne addebitata una pronuncia inglese imperfetta e di difficile comprensione, tale da indurre la confusione fra le parole "first" e "third" a bordo del Pan Am, e l'utilizzo di un linguaggio non convenzionale (con termini quali "ok" e "take-off" impiegati in circostanze inopportune).

Venne infine rilevato che un ruolo decisivo nella catena degli eventi lo ebbero le cattive condizioni atmosferiche (la pioggia e la nebbia ridussero la visibilità al di sotto dei cento metri), le comunicazioni radio disturbate (a causa del sovraffollamento delle poche frequenze disponibili) e i limiti della struttura aeroportuale (non preparata, al pari del proprio personale, a sostenere un traffico più che raddoppiato e composto anche da aerei di grandi dimensioni).

### Problemi dell'equipaggio KLM
Tra le varie criticità che precedettero l'incidente (potendo quindi avere un ruolo nella sua dinamica) venne riscontrata una scarsa interazione tra i membri dell'equipaggio del KLM, che, per motivi personali di ognuno dei membri, non stavano agendo come un team ben integrato.

#### La "sindrome da training" del comandante

Il comandante Jakob L. V. van Zanten.

Il comandante Jakob van Zanten era uno degli "uomini di punta" della KLM, avendo alle spalle più di 11.000 ore di volo e circa 30 anni di esperienza su svariate rotte internazionali. La sua foto era riportata sui volantini promozionali pubblicati negli anni settanta dalla compagnia olandese; tali opuscoli erano presenti anche sul volo 4805 e, durante il viaggio da Amsterdam verso le Isole Canarie, molti passeggeri avevano notato con piacere che il pilota raffigurato su tutti i dépliant che stavano leggendo era proprio il comandante del loro aereo.
Egli era quindi un comandante estremamente esperto e preparato, pertanto poteva risultare strano il fatto che non fosse riuscito ad interagire correttamente con la torre di controllo, che avesse iniziato il decollo senza autorizzazione e che, nonostante ciò, apparisse fermamente convinto del regolare svolgimento delle procedure da parte sua e degli altri soggetti coinvolti nel disastro; gli inquirenti rilevarono che negli ultimi mesi prima dell'incidente van Zanten era stato nominato direttore del Centro Formazione Piloti della KLM e, in tale ruolo, aveva svolto prevalentemente attività di istruzione al simulatore di volo, perdendo la quotidiana familiarità con la realtà operativa. A tal proposito, una delle caratteristiche fondamentali delle esercitazioni al simulatore di volo è che le procedure vengono svolte senza che vi sia realmente un'autorizzazione al decollo da parte di un controllore; trattandosi di un'azione simulata, è infatti proprio il comandante istruttore a dare l'autorizzazione all'allievo ad effettuare le varie manovre.
Tutto ciò fu indicato, unitamente alle difficoltà ed al linguaggio non standard che avevano caratterizzato il dialogo con i controllori spagnoli, come una delle cause decisive nell'indurre van Zanten a non obbedire agli ordini ricevuti. Essendo egli appena tornato in servizio attivo dopo sei mesi passati al simulatore, avrebbe inconsciamente agito secondo uno schema di routine consolidato nella sua mente, decidendo in autonomia il momento del decollo (al simulatore avrebbe dovuto poi comunicarlo all'allievo), senza attendere l'intervento del controllore.

#### L'inesperienza del copilota
Il copilota del KLM, Klaas Meurs, era stato allievo di van Zanten e solo due mesi prima aveva superato, proprio sotto la sua supervisione, l'esame di qualifica per operare sui Boeing 747. Il giovane pilota, di fatto, sembrò aver sospettato che le operazioni non si stessero svolgendo regolarmente, ma probabilmente non ebbe una sicurezza sufficiente per contraddire o mettere in discussione le azioni del suo ex docente, ora suo comandante, che peraltro l'aveva redarguito più volte, sia in volo che nel corso delle manovre a terra, per vari motivi (ad esempio per aver attivato i tergicristalli senza che gli fosse stato chiesto esplicitamente o per non essere stato abbastanza reattivo nelle operazioni e nelle comunicazioni con la torre di controllo), e che anche poco prima della collisione aveva risposto con tono seccato e perentorio quando Meurs aveva fatto notare che l'autorizzazione al decollo non era ancora stata ricevuta.

#### L'ingegnere di volo
L'ingegnere di volo del KLM, Willem Schreuder, aveva intuito la presenza di errori nelle comunicazioni ricevute, ma venne contraddetto dal comandante; Schreuder era presidente di un'associazione sindacale interna alla KLM, quindi probabilmente risultava una figura sgradita agli occhi di un soggetto come van Zanten, ufficiale in carriera e testimonial pubblicitario della compagnia, complicando ulteriormente le dinamiche personali degli uomini nel cockpit olandese.

### Speculazioni sul carburante extra
L'aggiunta di carburante extra sull'aereo della KLM comportò anche: 
1. ritardo nel decollo di ulteriori 35 minuti, con il conseguente arrivo della nebbia sull'aereoporto;
2. l'aggravio di altre 45 tonnellate al peso al decollo aumentò la lunghezza della corsa di decollo del 747 olandese, rendendo più difficile evitare con la cabrata il "clipper" della Pan Am;
3. l'aumento di materiale infiammabile, che in definitiva fu la causa ultima della morte di tutti coloro che erano a bordo del velivolo olandese.

## Conseguenze del disastro

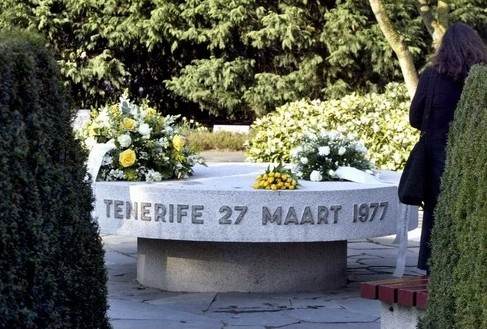
Il monumento al cimitero Westgaarde di Amsterdam.

Il disastro indusse l'adozione di diversi cambiamenti nelle regole di gestione del traffico aereo.
Per prima cosa, le autorità aeronautiche introdussero l'obbligo di usare frasi e termini standard nelle comunicazioni tra i velivoli e la torre di controllo, in modo da evitare qualsiasi fraintendimento. Fu proibito l'utilizzo di termini non convenzionali (ad esempio l'espressione informale di consenso okay) e venne resa obbligatoria, sia per i piloti che per i controllori di volo, la ripetizione integrale delle istruzioni ricevute, in modo da potersi accertare di averle comprese correttamente e ricevere eventuali correzioni. L'uso del termine take-off (decollo) fu ristretto alla sola autorizzazione al decollo, ovvero al momento in cui il velivolo è allineato in pista e viene autorizzato ad iniziare la corsa di decollo, imponendo, per riferirsi al decollo in qualsiasi altro messaggio e contesto, di impiegare il più generico termine departure (partenza). Venne anche posta notevole attenzione sull'adeguata conoscenza e sulla corretta pronuncia della lingua inglese nelle comunicazioni radio per piloti e personale delle torri di controllo.
Nel 1978 a Tenerife venne inaugurato un altro aeroporto, l'aeroporto di Tenerife-Sud, costruito dalla parte opposta dell'isola in una zona non soggetta alla nebbia, che ha gradualmente sostituito quello di Los Rodeos (poi ridenominato Tenerife-Nord), il quale è stato ristrutturato e adibito prevalentemente a voli locali, rimanendo tuttora operativo.

## Memoriale
Sono stati costruiti diversi monumenti in ricordo delle 583 vittime del disastro. Un memoriale si trova al Cimitero Westgaarde di Amsterdam dove sono sepolte 123 vittime di nazionalità olandese e uno si trova a Westminster, in California, ove sono sepolte in una tomba comune 114 vittime non identificate che erano sull'aereo Pan Am.

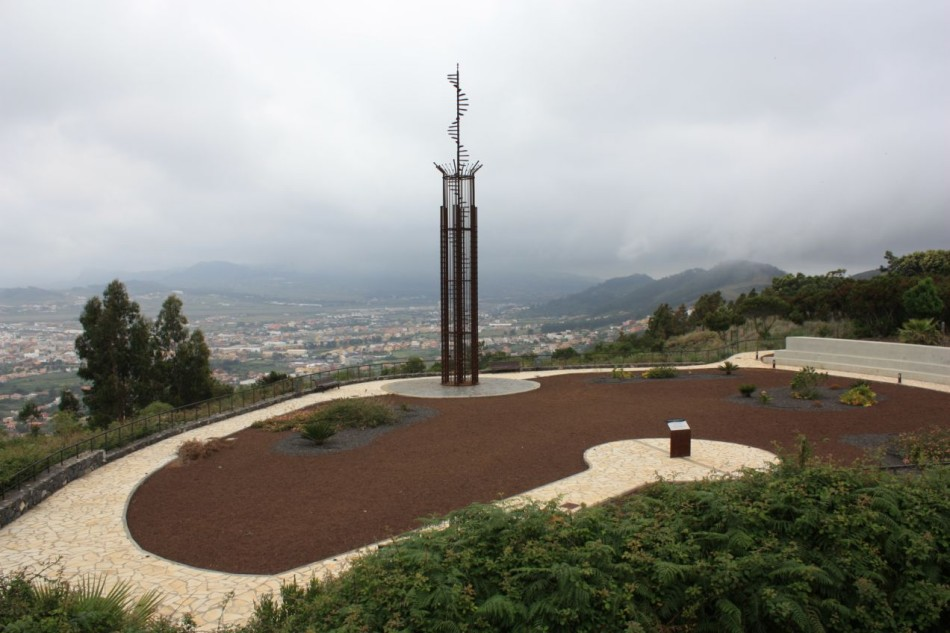
Stairway to Heaven opera di Rudi van der Wint (1942-2006) inaugurata il 27 marzo 2007 a Mesa-Mota San Cristóbal-Tenerife

Il 27 marzo 2007, in occasione del trentesimo anniversario dell'incidente, è stato inaugurato un monumento anche nelle vicinanze dell'aeroporto di Los Rodeos, luogo del disastro.

## Il disastro aereo di Tenerife nei media
Il disastro aereo di Tenerife è stato analizzato nella puntata Collisione fatale della prima stagione del documentario Quei secondi fatali e nella puntata Il disastro di Tenerife della sedicesima stagione del documentario Indagini ad alta quota trasmessi da National Geographic Channel.
È stato analizzato anche nell'episodio 9 della terza stagione di Megadisastri, trasmessa in Italia da Discovery, e nella puntata Il disastro aereo di Tenerife del documentario La Storia siamo noi trasmesso da Rai.

### Nella cultura di massa
Nel primo episodio della terza stagione di Breaking Bad, il protagonista Walter White (interpretato da Bryan Cranston) cita il disastro di Tenerife per sminuire un incidente aereo avvenuto sopra la città e sostenere che sia nella natura umana dimenticare per sopravvivere dopo queste catastrofi.
Il disastro aereo é anche al centro della trama del libro Quelli che restano, di Gerbrand Bakker.

## Altri incidenti a Los Rodeos
Pur essendo l'incidente del 27 marzo 1977 il più noto, presso l'aeroporto di Los Rodeos avvennero altri due disastri che provocarono numerose vittime:
- 1972: Volo Spantax 275, 155 deceduti.
- 1980: Volo Dan-Air 1008, 146 deceduti.

### Testi di riferimento
- M. Depolo, Fattori umani e fattori organizzativi, Facoltà di Scienze Politiche Bologna, 2004/2005.
- (EN) Macarthur Job, Air Disaster (Vol 1), New York, Motorbooks Intl, 1995, ISBN 978-1-875671-19-9.
- Besostri, Elio (a cura di), Take Off - L'aviazione, Volume 1, Novara, Istituto Geografico De Agostini, 1988.

### Siti web
- (EN) 1001 Crash, The Tenerife disaster, su 1001crash.com. URL consultato il 16 marzo 2011.
- (EN) abovetopsecret.com, Tenerife, March 27 1977, page 1, su abovetopsecret.com. URL consultato il 15 marzo 2011.
- (EN) Air Crash Observer, Tenerife crash March 27th, 1977 (PDF), su pan-american.de, aircrashobserver.com, 5 maggio 2009. URL consultato il 21 marzo 2011.
- (EN) airliners.net, N736PA Photo Search Results, su airliners.net. URL consultato il 14 marzo 2011.
- (EN) Airmanshiponline.com, Story written by Airmanshiponline.com, su project-tenerife.com. URL consultato il 15 marzo 2011.
- (EN) airliners.net, PH-BUF Photo Search Results, su airliners.net. URL consultato il 14 marzo 2011.
- (EN) airsafe.com, Fatal Plane Crashes and Significant Events Since 1970 for KLM, su airsafe.com. URL consultato il 14 marzo 2011.
- (EN) Aviation Safety Network, ASN Aircraft accident Boeing 747-121 N736PA Tenerife-Norte Los Rodeos Airport (TFN), su aviation-safety.net. URL consultato il 14 marzo 2011.
- (EN) Aviation Sri Lanka, Worst Air Disaster, su atcsl.tripod.com. URL consultato il 15 marzo 2011.
- (EN) Bragg, Robert, Robert's Transcript, su tenerifecrash.com. URL consultato il 16 marzo 2011 (archiviato dall'url originale il 16 luglio 2011).
- (EN) Kilroy, Chris, Special Report: Tenerife, su airdisaster.com. URL consultato il 14 marzo 2011 (archiviato dall'url originale il 18 ottobre 2007).
- (FR) Mecifi, Amine, KLM 4805 et Pan Am 1736 - Cauchemar à Ténériffe, su securiteaerienne.com, 6 novembre 2007. URL consultato il 14 marzo 2011.
- (EN) Mondout, Patrick, Pair of 747s Collide in Worst Air Disaster of 20th Century, su super70s.com. URL consultato il 15 marzo 2011.
- (EN) NASB, Final report and comments of the Netherlands Aviation Safety Board (PDF), su skybrary.aero. URL consultato il 15 marzo 2011.
- (EN) Nova, The Deadliest Plane Crash, su pbs.org, 17 ottobre 2006. URL consultato il 16 marzo 2011.
- (EN) Project-Tenerife.com, About the identifying of the victims, su project-tenerife.com. URL consultato il 15 marzo 2011.
- (EN) Project-Tenerife.com, Aircraft accident report (PDF), su project-tenerife.com. URL consultato il 14 marzo 2011.
- (EN) Project-Tenerife.com, KLM magazine (JPG), su project-tenerife.com. URL consultato il 15 marzo 2011.
- (EN) Ranter, Harro, Accident Report KLM Pan Am, su pan-american.de. URL consultato il 21 marzo 2011.
- (EN) Smith, Patrick, A look back at the catastrophic chain of events, su salon.com, 6 aprile 2007. URL consultato il 18 marzo 2011.
- (EN) START - National Consortium for the Study of Terrorism and Responses to Terrorism, Canary Islands Independence Movement, su start.umd.edu. URL consultato il 10 ottobre 2015 (archiviato dall'url originale il 27 febbraio 2016).
- (EN) Tenerife Information Centre, The Tenerife Airport Disaster - the worst in aviation history, su tenerife-information-centre.com. URL consultato il 15 marzo 2011 (archiviato dall'url originale l'11 aprile 2022).
- (EN) theairlinepilots.com, KLM Pan Am Disaster, su theairlinepilots.com, 26 agosto 2006. URL consultato il 14 marzo 2011.

### Altri testi
- Jan Bartelski, Disasters in the Air, Londra, Airlife Publishing Ltd, 2000, ISBN 1-84037-204-4.
- Alan Diehl, Human Performance Aspects of Aircraft Accidents, in R.S. JENSEN, Aviation Psychology, Brookfield, Vermont Gower Technical Books, 1989.
- Karl E. Weick, The Vulnerable System: An Analysis of the Tenerife Air Disaster, in Journal of Management, vol.16, 3, 571-593, 1990.